# Alpenus indeterminata
Alpenus indeterminata är en fjärilsart som beskrevs av Walker 1855. Alpenus indeterminata ingår i släktet Alpenus och familjen björnspinnare. Inga underarter finns listade i Catalogue of Life.